# Kalkljus
Kalkljus (limelight på engelska) är en historisk ljuskälla som typiskt involverar förbränning av en blandning av vätgas och syrgas och vars låga riktas mot en bit bränd kalk. Kalkljus användes bland annat för att lysa upp scenen på teatrar.